# Sarbanissa subflava
Sarbanissa subflava är en fjärilsart som beskrevs av Moore 1877. Sarbanissa subflava ingår i släktet Sarbanissa och familjen nattflyn. Inga underarter finns listade.